# ヘルベルティンゲン - イスニ線
ヘルベルティンゲン - イスニ線（ヘルベルティンゲン - イスニせん、ドイツ語: Bahnstrecke Herbertingen–Isny）はバーデン＝ヴュルテンベルク州ヘルベルティンゲンとロイトキルヒを結ぶ鉄道路線である。現在ロイトキルヒ - イスニ区間は廃止されている。

## 沿線概況
列車がヘルベルティンゲン駅を出発すると、すぐにウルム - ジクマリンゲン線が分岐する。この路線はアルツハウゼン - シュヴァケンロイテ線が合流するアルツハウゼンまで東南方向に伸びている。オーバーシュヴァーベンで重要な接続駅であるアウレンドルフ駅では、この路線はヴュルテンベルク南部鉄道とつながっている。
ヘルベルティンゲン - キースレク区間は完全に単線で電化されていないが、傾斜式列車の運行に適合する地上装置がその区間で備えられている。この路線は、同時に開通した隣接するヴュルテンベルク側のアルゴイ鉄道の一部とよく見なされる。

## 歴史

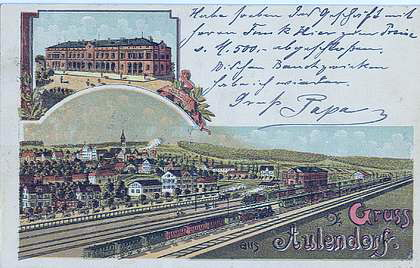
アウレンドルフ駅（1900年）

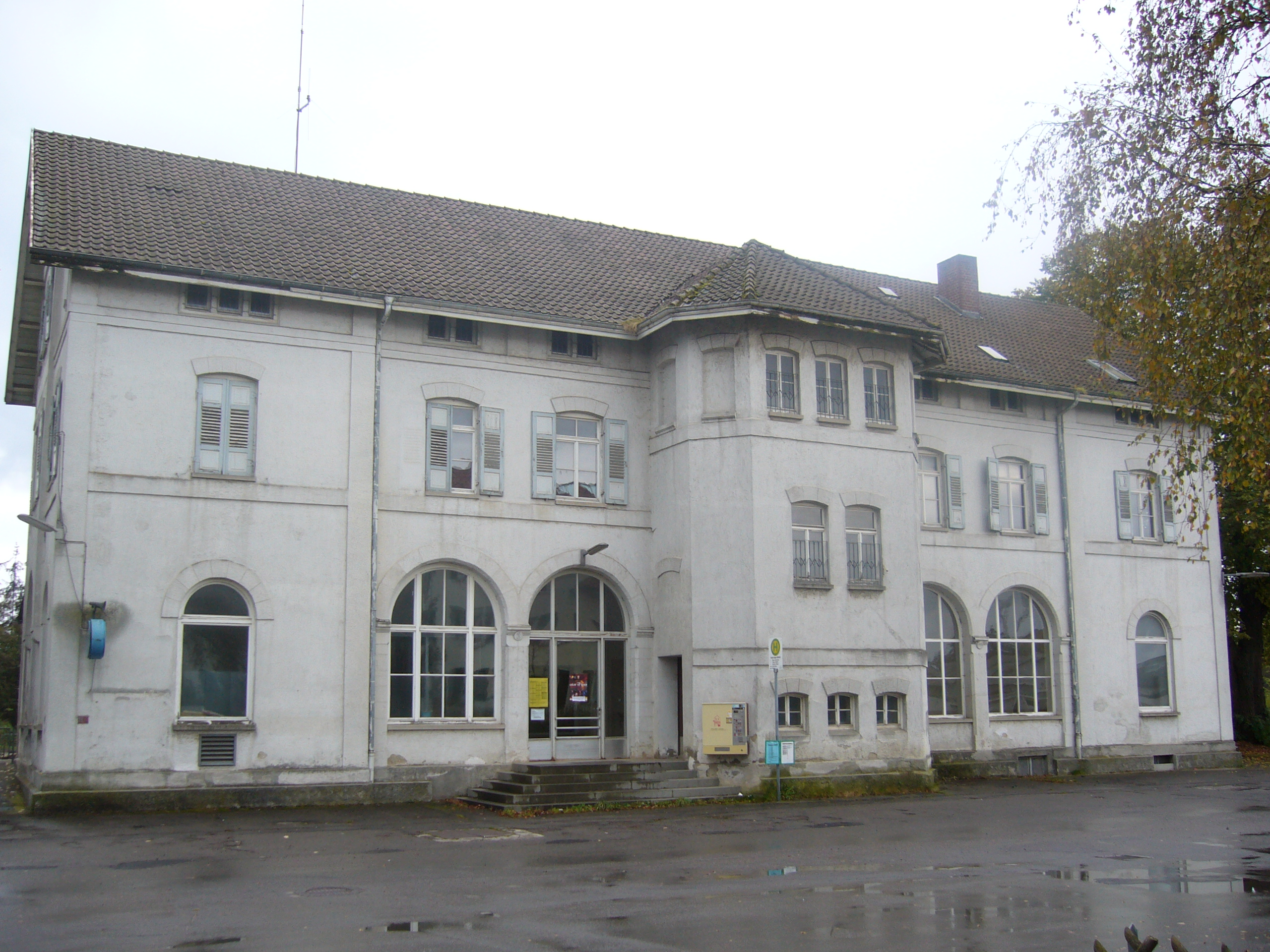
ヘルベルティンゲン駅

### ヴュルテンベルク王立鉄道時代
1860年「鉄道委員会（Eisenbahn-Comite）」がヴュルテンベルクにおけるアルゴイ地方を主要都市と連結する目的で召集された。この路線はその一環としてヴュルテンベルク王立鉄道の路線網に含まれた。1865年ヘルベルティンゲン - イスニ間の鉄道敷設が王国議会（Abgeordnentenkammer）で決議された。
1869年7月25日にザウルガウ - ヴァルトゼー区間はまず開業されて、1869年10月10日ヘルベルティンゲンまで延長された。この路線は1870年9月にキスレクまで延長されて、アウレンドルフで南部鉄道と連結された。1874年8月15日に全区間が開通された。
1889年のロイトキルヒ - メミンゲン区間の開通以後ロイトキルヒ - イスニ区間は重要性を失って、その結果1890年に支線鉄道として格下げされた。四つの停車場は約600 - 1300 mほど村の中心部から離れて、利用客が少なかった。

### ドイツ国営鉄道時代
1935年ドイツ国防軍がウアラウ森の中に陸軍弾薬製造・整備部隊（Heeresmutationsanstalt）を設置して、ロイトキルヒ - ウアラウ間は軍事的に重要となった。軍事施設までは2.5 km長さの連結線が新設されて、軍用列車がよく運行された。その故にウアラウ停車場は普通駅となった。
ヘルベルティンゲン駅は町の中心部から遠いので、第二次世界大戦の前にヘルベルティンゲン・オルト停車場が町の近くに開設された。

### ドイツ連邦鉄道時代
終戦後である1948年、フランス進駐軍はウアラウ連結線を撤去した。1961年当時ドイツ連邦軍が弾薬庫を運営していたが、道路を使って弾薬を貨物トラックで輸送した。1954年に急行列車であるクレーバー特急がミュンヘン - フライブルク間に導入された。
1969年6月1日付でロイトキルヒ - イスニ区間の旅客列車運行が中止されて、連邦鉄道バスの運行に置き換えられた。1976年5月30日に貨物列車運行がフリーゼンホーフェン - イスニ区間で中止され、軍用列車はロイトキルヒ - フリーゼンホーフェン区間だけを通行した。同年12月にウルナウ旧駅の南側に別の軍用駅（Ladestelle）が設置されて、ウルナウ軍用駅 - フリーゼンホーフェン区間が廃止された。
1973年6月26日にスクールバスが単独機関車と踏み切りで衝突して、7人が死亡し13人が負傷を受けた。1990年から1993年までロイトキルヒ - ウアラウ区間は全般的に改修されて、軌道と枕木が置き換えられた。1993年にアウレンドルフ - ロイトキルヒ区間に「アルゴイ＝シュヴァーベン一定運行間隔」が導入され、60分間隔に決められた。

### ドイツ鉄道時代
1990年代に冷戦の終結で軍用列車の通行量が減少して、2001年12月31日ロイトキルヒ - ウアラウ区間が廃止され、線路は2004年夏に撤去された。
一方2004年12月定期時刻表変更の時に運行間隔は少ない乗客数という名目で120分間隔に薄くなったものの、調査結果ではアウレンドルフ - メミンゲン区間の乗客数が1993年と2003年の間に四倍近く増加したのが立証された。2005年初利用客団体「一時間間隔のアルゴイ鉄道」は活動を開始して、同年12月無くなった通勤・通学用列車編の取り戻しに成功した。キスレク市長の結成した市民団体が特に公共交通コンサルタントと研究契約を締結して、2008年夏にバス路線を鉄道駅に直交させる構想がキスレク地域に実現された。2011年12月定期時刻表変更の時にこの路線の列車運行が一時間近くの間隔に緊密となった。
2020年12月にキスレク - ロイトキルヒ間に電力供給設備がミュンヘン - リンダウ間改修プロジェクトの過程で備えられた。

## 運行形態
この路線で最も有名な列車は、2003年までフライブルクとミュンヘンの間で運行されたクレーバー急行（Kleber-Express）であった。現在のミュンヘン - チューリヒ区間を走行するユーロシティ・エクスプレス系統列車の経路と比べると、キースレク - ミュンヘン区間が一致する。このECE88列車はキスレク - ロイトキルヒ区間を走行するものの、中間駅では停車しない。
地域運送の場合、ヘルベルティンゲン - バート・ザウルガウ間ではネッカー＝アルプ＝ドナウ運輸連合（Verkehrsverbund Neckar-Alb-Donau）の運賃システムが適用されている。バート・ザウルガウ - ロイトキルヒ区間の運賃システムはボーデン湖・オーバーシュヴァーベン運輸連合 (Bodensee-Oberschwaben Verkehrsverbund、bodo) の区域内に属する。廃線区間はDBアルプ＝ボーデン湖地域交通機関（DB ZugBus Regionalverkehr Alb-Bodensee）の7551番バスが走行している。
- 快速列車（IRE 6）: シュトゥットガルト - テュービンゲン - バーリンゲン - ジクマリンゲン - ヘルベルティンゲン - バート・ザウルガウ - アルツハウゼン - アウレンドルフ。120分ごと[7]。
- 快速列車（RE 96）: リンダウ・ロイティン - リンダウ島 - ヘルガッツ - キスレク - メミンゲン - ブーフローエ - ミュンヘン。120分ごと。私設鉄道ゴーアヘッド運営[8]。使用車両はFLIRT3世代電車。
- 普通列車（RB 53）: 二つの系統で分離運行[7]。使用車両は650形気動車。
  - 1系統: ジクマリンゲン - ヘルベルティンゲン - バート・ザウルガウ - アルツハウゼン - アウレンドルフ。120分ごと。
  - 2系統: アウレンドルフ - バート・ヴァルトゼー - ヴォルフェク - キスレク（- ロイトキルヒ）。60分ごと。
- 普通列車（RB 54）: プフレンドルフ - アルツハウゼン - アウレンドルフ（- ウルム）。一日三往復（特定シーズンの週末）[9]。
- 普通列車（RB 92）: リンダウ島 - ヘルガッツ - キスレク - メミンゲン。120分ごと。私設鉄道ゴーアヘッド運営[8]。使用車両はRE96と同じ。

貨物運送の場合、貨物列車は主にロースベルク信号場を経由してバート・ヴルツァッハにあるサンゴバンガラス工場へ原材料を運搬する。